# مدخل إلى فلسفة العلوم
مدخل إلى فلسفة العلوم- أحد مؤلفات المفكر والفيلسوف المغربي محمد عابد الجابري. صدر سنة 2002 عن مركز دراسات الوحدة العربية.  يتناول الكتاب قضايا الإبستمولوجيا وعلاقتها بالعلوم، في جزأين يربطان بين تاريخ الفكر العلمي وتطور الفيزياء الحديثة.

## طبعات الكتاب
تم طبع الكتاب لأكثر من عشر مرات، نذكر منها:
- الطبعة الأولي، دار النشر المغربية، الدار البيضاء، المغرب، 1976م
- الطبعة الثانية، دار الطليعة، بيروت، لبنان، 1982م.
- الطبعة الثالثة، مركز دراسات الوحدة العربية، بيروت، لبنان، 1994م.
- الطبعة الرابعة، بيروت، 1998م.
- الطبعة الخامسة، مركز دراسات الوحدة العربية، بيروت، 2002م.
- الطبعة الثامنة، مركز دراسات الوحدة العربية، بيروت 2014م
- الطبعة العاشرة، بيروت، 2020م.

## عن الكتاب
تكتسي الدراسات الأبستمولوجية، التي تتناول قضايا المعرفة عامة والفكر العلمي خاصة، أهمية بالغة في وقتنا الحاضر، بل ويمكن القول أنها تمثل الميدان الرئيس الذي يستقطب الأبحاث الفلسفية في القرن العشرين. وكتاب الجابري هنا يأتي في هذا الإطار ليفتح نافذة على الفكر العلمي المعاصر، وعلى جوانب من نظرية المعرفة العلمية. ويبدو أن المؤلف قد هدف من وراء كتابه هذا، تشجيع الطلاب على ارتياد هذا النمط من الدراسات والأبحاث، والمساهمة في نشر المعرفة العلمية، وأساليب التفكير العلمي في أوساطنا الثقافية. واشتمل الكتاب على (2) جزء، عالج المؤلف في الجزء الأول منه مفهوم الايبستمولوجيا وعلاقتها بالدراسات المعرفية الأخرى، القديمة منها والحديثة، متبعًا نظرة الفلاسفة والعلماء إلى مشكلة المعرفة، مركزًا على الاتجاهات المعاصرة، متبعًا المنهج التاريخي النقدي. أما الجزء الثاني من الكتاب، فقد خصصه للمنهاج التجريبي وتطور الفكر العلمي في ميدان الفيزياء منذ بيكون وجاليلو إلى الفيزياء الذرية، مركزًا على الجانب المعرفي، غير مغفلاً الإشارة إلى بعض الاكتشافات العلمية التي من شأنها أن تلقي الضوء على القضايا الأبستمولوجية المطروحة، وتجعل القاريء غير المختص يدرك منابعها واطارها العلمي والتاريخي، كما قام المؤلف في نهاية كل جزء بوضع مجموعة من النصوص المختارة في الموضوعات التي تم مناقشتها في كل جزء على حدة، فوضع في الجزء الثاني مثلاً نصوص تتناول أهم القضايا الأبستمولوجية الحديثة والمعاصرة في موضوع الفيزياء بأقلام كبار العلماء المختصين.
يتحدث الكتاب عن أهمية الدراسات الفلسفية في الوقت الراهن، ويستعرض الكتاب رحلة الفلاسفة والعلماء في فهم المعرفة، كما يبحث في مدى أهمية التجارب في الفيزياء، ويتناول القضايا الحديثة في نظرية المعرفة، ويؤكد الكتاب في نهايته على دور الأبحاث الفلسفية في القرن العشرين، وكيف تساهم هذه الأبحاث في تطوير فلسفة العلوم، وتعميق المعرفة والتأثير فيها.
هناك من يري أن الكتاب تعرض لما يسمى في الميدان الأكاديمي بالسرقة العلمية من قبل أحد الباحثين في كلية الآداب والعلوم الإنسانية بالجامعة اللبنانية، في مؤلف له معنون بــ" الأبستمولوجيا في طور الفكر العلمي الحديث"، ويشير صاحب الادعاء أن المؤلف يستعيد حرفيًا نصوصًا من الجزء الأول من كتاب الجابري دون الإحالة عليه، واكتفى بالإحالة عليه ثلاث مرات بمناسبة استعماله لنصوص ترجمها الجابري إلى اللغة العربية، كما أنه لم يدرج كتاب الجابري ضمن "قائمة المصادر والمراجع" في مؤلفه، وقدم المدعي بعض الأمثلة معتمدًا على الطبعة الأولى لكتاب الجابري 1976م. حيث كتب المؤلف (المتهم) في الفقرة الثانية من الصفحة الخامسة من كتابه " ويمكن القول أن الدراسات الأبستمولوجيا هي الميدان الرئيسي الذي يستقطب الأبحاث الفلسفية في القرن العشرين"، وبالمقابل نقرأ في الفقرة الأولى من الصفحة الثالثة من كتاب الجابري "...بل ويمكن القول إنها (الدراسات الأبستمولوجية) الميدان الرئيس الذي يستقطب الأبحاث الفلسفية في القرن العشرين"، ويشير المدعي في مثال آخر، أن المؤلف (المتهم) كتب: “وأول المشاكل التي تواجهنا عند دراسة هذا اللون الجديد من الأبحاث التي تتخذ المعرفة موضوعا لها، هو مشاكل الأبستمولوجيا نفسها؛ ونعني به، تعريفها، وميادين البحث الخاص بها، وغاياتها، والعلاقات القائمة بينها وبين العلوم المتداخلة معها”. وبالمقابل، ورد في الفقرة الأولى من الصفحة الحادية عشر من كتاب الجابري: “لعل أول ما يواجهنا من مشاكل ايبستيمولوجية عندما نقدم على دراسة هذا اللون الجديد من الدراسات والأبحاث التي تتخذ المعرفة موضوعا لها، هو مشكل الأبستمولوجيا ذاتها: أعني تعريفها، وتحديد ميدان البحث الخاص بها، وبيان غايتها، والكشف عن طبيعة العلاقات القائمة بينها وبين العلوم القريبة منها، أو المتداخلة معها”.

## محتويات الكتاب
الكتاب عبارة عن جزئين (2)، بالإضافة إلى مقدمة ومدخل عام، ينقسم كل جزء إلى مجموعة من الأقسام، والتي تنقسم بدورها إلى عدة فصول، وينقسم كل فصل منها إلى مجموعة من المباحث، والتي ينقسم بعضها إلى بعض النقاط الفرعية، وهو ما يمكن ايضاحه من خلال هذا المخطط
- الجزء الأول: تطور الفكر الرياضي والعقلانية المعاصرة (دراسات ونصوص في الأبستمولوجيا المعاصرة).

- مدخل عام: الأبستمولوجيا وعلاقاتها بالدراسات المعرفية الأخرى.
- أولاً: ملاحظات أولية.
- ثانيًا: تعريف.
- ثالثًاً: الأبستمولوجيا ونظرية المعرفة.
- رابعًا: الأبستمولوجيا والميتودولوجيا.
- خامسًا: الأبستمولوجيا وفلسفة العلوم
- سادسًا: الأبستمولوجيا والفلسفة المفتوحة
- سابعًا: الأبستمولوجيا وتاريخ العلوم.
- ثامنًا: طبيعة البحث الايبستيمولوجى، وحدوده، ومسألة المنهج.

- القسم الأول: تطور الفكر الرياضي والعقلانية المعاصرة.
1. الفصل الأول: الرياضيات الكلاسيكية
2. الفصل الثاني: الهندسات اللاإقليدية والمنهاج الأكسيومي
3. الفصل الثالث: نظرية المجموعات وأزمة الأسس
4. الفصل الرابع: الرياضيات والتجربة
5. العقلانية المعاصرة: البنيات ونظرية الزمر"

- القسم الثاني: النصوص
1. رحلة إلى البعد الرابع
2. مشكل المتصل
3. الرياضيات والمنطق
4. الحدس والمنطق في الرياضيات.
5. الاستدلال التكراري
6. البنيات موضوع الرياضيات
7. الرياضيات والصياغة الأكسيومية
8. الهيكل المعماري للصرح الرياضي
9. حدود المنهج الأكسيومي

- الجزء الثاني: المنهاج التجريبي وتطور الفكر العلمي (دراسات ونصوص في الأبستمولوجيا المعاصرة)

- القسم الأول: المنهاج التجريبي (الفرضية والنظرية)
- الفصل الأول: المنهاج التجريبي "نشأته وخصائصه"
- الفصل الثاني: المنهاج الفرضي الاستنتاجي في الفيزياء
- الفصل الثالث: بين الوقوف عند القوانين والبحث عن الأسباب
- الفصل الرابع: النظرية الفيزيائية ومشكلة الاستقراء

- القسم الثاني: تطور الأفكار في الفيزياء
- الفصل الخامس: المتصل والمنفصل في الفيزياء الكلاسيكية.
- الفصل السادس: نظرية النسبية
- الفصل السابع: الثورة الكوانتية

- القسم الثالث: النصوص
1. مطلقات نيوتن (نيوتن).
2. الحتمية الكونية (لابلاس).
3. الصدفة (كورنو).
4. فيزياء الذرة وقانون السببية (هايزنبرغ)
5. اللاحتمية والنزعة الذاتية (ديتوش)
6. مشاكل الحتمية في الفيزياء الكوانتية (لوي دوبروي)
7. تطور مفهوم الحتمية (كالينا مار)
8. العلم وأقتصاد الفكر (ارنست ماخ)
9. اللاحتمية ومفهوم الواقع "وجهة نظر الوضعية الجديدة" (هايزنبرغ)
10. تكاملية بور (نييلس بور)
11. المكان والزمان في الفيزياء الحديثة (لوي دوبروي)
12. النزعة الإجرائية "التزامن في نظرية النسبية" (بريدغمان)
13. نقد الاتجاهات الوضعية "من وجهة نظر الماركسية" (فاطالييف)
14. القيمة الموضوعية للعلم (بوانكاريه)
15. المفاهيم الفيزيائية وموضوعية العالم الخارجي (أينشتين)
16. باشلار والعقلانية الجديدة.

## الهدف من الكتاب
يروم محمد عابد الجابري من خلال كتابه مدخل إلى فلسفة العلوم إلى تمكين القارئ العربي من فهم المسار الذي سلكته العلوم الطبيعية والإنسانية في الفكر الغربي الحديث، وذلك عبر تقديم عرض تحليلي لتطور المفاهيم العلمية والمنهجية، منذ بداياتها الفلسفية إلى صيغها العقلانية التجريبية. كما يهدف الكتاب إلى تهيئة الذهن العربي لإعادة التفكير في التراث العلمي العربي الإسلامي ضمن أفق نقدي عقلاني، يستند إلى أدوات التحليل الفلسفي ومنهجية المعرفة العلمية الحديثة.
ويُعدّ الكتاب مقدّمة تمهيدية لفهم العلاقة بين الفكر العربي المعاصر والمفاهيم العلمية الغربية، من حيث التلقي والنقد وإمكانية التفاعل الخلّاق، بعيدًا عن النزعة التبجيلية أو الرفض الأيديولوجي. ويندرج العمل ضمن المشروع الفكري الأوسع للجابري، الذي يسعى إلى تجديد العقل العربي وبناء وعي علمي نقدي، عبر تأصيل مفاهيم مثل العقلانية، والمعرفة الموضوعية، ونقد الأسس الميتافيزيقية في التفكير التقليدي.

## الاسلوب و المنهج
يعتمد الكتاب على التحليل الفلسفي المقارن، حيث يقارن بين المدارس والنماذج الفلسفية المختلفة في مقاربتها للعلم ومنهجيته، مثل المقارنة بين العقلانية الكلاسيكية والعقلانية النقدية، أو بين الوضعية المنطقية والنقد الإبستمولوجي الحديث. يتجنّب الجابري استخدام اللغة الفلسفية التجريدية المعقّدة، ويعتمد بدلاً من ذلك أسلوبًا واضحًا يميل إلى التبسيط دون تسطيح، ما يجعله مناسبًا للقرّاء المبتدئين والدارسين غير المتخصصين.
ورغم بساطة الطرح، فإن محتوى الكتاب يتسم بعمق معرفي وتحليل نظري يجعل منه مرجعًا غنيًا يصلح أيضًا للقارئ المتخصص والباحث الأكاديمي، خاصة في مجالات فلسفة العلم، وتاريخ العلوم، ونقد العقل العربي.

## الاثر
لاقى كتاب مدخل إلى فلسفة العلوم اهتمامًا واسعًا في الأوساط الأكاديمية العربية، خاصة في كليات الآداب والفلسفة والعلوم الإنسانية، حيث استُخدم في عدد من الجامعات العربية كمقرر أو مرجع أولي في تدريس فلسفة العلوم والإبستمولوجيا. وقد ساهم أسلوبه الواضح ومنهجيته التدرجية في جعله أحد أكثر الكتب العربية تداولًا في هذا المجال، سواء بين الطلاب أو الباحثين.
كما يُنظر إلى الكتاب بوصفه جسرًا بين الفكر الفلسفي الغربي والمفاهيم الفكرية في العالم العربي، إذ لا يكتفي بعرض تطورات فلسفة العلوم في السياق الغربي، بل يسعى إلى تبيئتها داخل البيئة الثقافية العربية، مع إعمال أدوات النقد والتحليل من داخل البنية المعرفية الإسلامية والعربية. ويُعتبر من الأعمال القليلة التي استطاعت تقديم فلسفة العلوم بلغة عربية سليمة وبمحتوى متين يجمع بين التحليل الفلسفي الرصين والاهتمام بإشكالات النهضة والتحديث في العالم العربي.
وقد أشادت به عدد من الدراسات الأكاديمية والمراجعات النقدية التي اعتبرته جزءًا من المشروع الإصلاحي الذي ينتمي إليه محمد عابد الجابري، إلى جانب أعماله الأخرى مثل نقد العقل العربي وبنية العقل العربي، وذلك لقدرته على دمج الفلسفة الغربية الحديثة ضمن مشروع نقد الذات وإعادة بناء العقل العربي على أسس عقلانية وعلمية.